# 鹿児島市立本名小学校
鹿児島市立本名小学校（かごしましりつ ほんみょうしょうがっこう 英語: Honmyou Elementary School）は、鹿児島県鹿児島市本名町にある公立小学校。

## 沿革
- 1879年（明治12年） - 本名小学校創立
- 1892年（明治25年） - 本名尋常小学校と改称
- 1907年（明治40年） - 高等科設置
- 1941年（昭和16年） - 国民学校令により本名国民学校と改称
- 1947年（昭和22年） - 吉田村立本名小学校と改称
- 1972年（昭和47年） - 吉田町立本名小学校と改称
- 2004年（平成16年） - 鹿児島市立本名小学校と改称

## 校区
- 本名町の一部
- 宮之浦町の一部